# Grote sprongen
Grote sprongen is een hoorspel van János Gosztonyi. Große Sprünge werd op 22 september 1978 door de Sender Freies Berlin uitgezonden. Willy Wielek-Berg vertaalde het en de VARA zond het uit op vrijdag 26 december 1975. De regisseur was Ad Löbler. Het hoorspel duurde 34 minuten.

## Rolbezetting
- Hans Veerman (Fityula)
- Olaf Wijnants (Marton)
- Hans Karsenbarg (makker)
- Paul van der Lek (de springingenieur)
- Willy Brill (Kaiser)
- Joke Reitsma-Hagelen (de assistente)
- Cees van Ooyen (de registrator)
- Wim Kouwenhoven (de scheidsrechter)
- Willy Brill (de esthete)
- Huib Orizand (de voorzitter)
- Gerrie Mantel (een journaliste)
- Frans Somers (de springafdelingsleider)
- Cees Wijn (de deskundige)
- Frans Vasen (Molitorus I)
- Jan Borkus (Lucianio)
- Floor Koen (de portier)
- Guus van der Made (een springer)
- Joop van der Donk (een stem)

## Inhoud
De outsider Józsi past niet in het socialistische sportlandschap. De accountant - reeds op enigszins gevorderde leeftijd gekomen - behaalt met zijn volledig onmethodische, thuis in zijn tuin geoefende sprongen, resultaten waarvan de erkende verspringers slechts kunnen dromen. De man heeft een onmogelijke houding, hij ziet er ronduit lachwekkend uit en doet bij het springen eerder aan een kangoeroe denken. Tevergeefs denken trainers, sportdeskundigen en functionarissen over het fenomeen na, want ondanks zijn fabuleuze prestaties wil men Józsi in geen geval in het olympisch team opnemen. Er ontstaan problemen, want het nieuwe springwonder wil zich niet vrijwillig terugtrekken...